# Pour les nuls
Pour les nuls (anglais : For Dummies, soit, littéralement, « Pour les abrutis, ») est à l'origine une collection de manuels informatiques, publiés aux États-Unis par les éditions IDG Books / Hungry Minds., ayant pour ambition de répondre aux questions des utilisateurs peu expérimentés. La collection élargit ensuite ses thématiques pour proposer des ouvrages de vulgarisation sur une grande variété de sujets.

## Historique
Le premier titre, paru en novembre 1991 aux États-Unis, est MS-Dos ...for Dummies.
Les ouvrages à la couverture jaune et noire facilement identifiable ont obtenu un grand succès et la formule s'est étendue à des sujets non informatiques.
Le 17 janvier 2001, les Éditions First publient leurs premiers titres dans la collection « Pour les nuls », puisés dans le catalogue de la déjà célèbre collection américaine « For Dummies ». En août 2004, L'Histoire de France pour les nuls de Jean-Joseph Julaud est publié. L'ouvrage s'est vendu à plus d'un million d'exemplaires,,.
En 2017 est lancée la collection « Pour les nullissimes ». Parmi les premiers ouvrages, L'Histoire de l'art pour les nullissimes conçu par la critique d'art Alexia Guggémos.

## Principe
Chaque livre de la collection possède une couverture jaune et noir distinctive. Les livres sont soit des créations originales pour le marché francophone, soit des adaptations de titres américains. Les sujets abordés par la collection sont très variés : on y retrouve des livres sur l'informatique, l'apprentissage des langues, l'astrologie, le bien-être, la culture générale, la diététique, le féminisme, l'histoire, le marketing, la musique, la philosophie, la politique, la religion, la santé, le sexe, … Chaque livre de la collection se base sur un modèle unique. Pour Vincent Barbare, PDG de First, leur force « est de traiter de sujets sérieux de façon rigoureuse mais toujours avec une présentation ludique », avec la promesse, selon le directeur de département Benjamin Loo, de « rendre simple un sujet qui n’est pas forcément accessible ». Les auteurs, parfois célèbres, sont des experts dans leurs domaines, comme Stéphane Bern pour Le patrimoine de la France pour les nuls. Environ 120 titres sont publiés chaque année. En plus du format classique, il existe également des livres au format poche, des « essentiels » semi-poches, et une collection Pour les Nullissimes riche en illustrations.

## Dans le monde
Les livres Pour les nuls existent dans plus de 30 langues.
Depuis 2002, John Wiley & Sons et Anuman Interactive collaborent régulièrement pour créer de nouvelles applications et logiciels basés sur la licence Pour les nuls,.

## Accueil
En mars 2011, Les Échos fait le bilan de la collection Pour les nuls en français. Le quotidien estime qu'elle est « la locomotive des éditions First-Gründ » et y voit « un des beaux succès éditoriaux » de la période allant de 2001 à 2011, au cours de laquelle « douze millions d'ouvrages ont été vendus » ; la collection « représente 27 millions d'euros de revenus, en hausse de 7 % en 2010, sur un total de 71 millions » pour la maison d'édition. « L'Histoire de France pour les nuls reste la meilleure vente de la franchise en France, mais aussi dans le monde entier avec plus de 800.000 exemplaires vendus. » L'Europe pour les nuls de l'eurodéputée Sylvie Goulard remporte en 2009 le prix du livre européen.

## Critiques
Le 11 septembre 2014, First publie Les Migrations pour les nuls, écrit par Jean-Paul Gourévitch. Une dépêche de l'AFP, reprise par plusieurs journaux, affirme que l'auteur est « marqué très à droite » et « souvent cité par l'extrême-droite », et que le livre, commercialisé le jour-même, « est déjà contesté par des spécialistes ». La dépêche cite François Héran, directeur de recherche à l'INED, qui pointe la responsabilité des éditions First : « On ne peut pas choisir quelqu'un qui écrit sur le mode de la dénonciation du complot. Le fait qu'un auteur comme celui-là soit chargé d'un livre d'initiation dans une collection aussi populaire est un signe révélateur de la lepénisation des esprits. » Rue89 qualifie pour sa part le livre de « tract politique déguisé en ouvrage pédagogique ». Gourévitch rétorque « [avoir] voulu rassembler toute la documentation existante de la façon la plus correcte, précise et objective possible » et assure être « vraiment indépendant de tout » et « ne roule[r] pour personne », tandis que l'éditeur argue que « l'auteur est un spécialiste du sujet, il est consultant international » et réfute les accusations de « coup publicitaire »,,,,,,,,,. Rue89, qui considère que « la collection Pour les nuls […] est connue pour être inégale », observe que « le cas Gourévitch » pose la question des « limites d’une maison d’édition qui fabrique des livres pédagogiques et qui ne possède pas toujours les compétences internes pour les éditer correctement », et évoque une polémique antérieure concernant la première édition du livre L'Histoire du monde pour les nuls, dont l'auteur Philippe Moreau Defarges « avait "oublié" de mentionner la Shoah. […] C’est une journaliste de France Culture qui s’en était rendu compte » en 2013. L'oubli fut cependant réparé dans une réédition du livre parue en 2015,.